# Coeficiente de permeabilidad
El coeficiente de permeabilidad es una característica de los suelos, específicamente está ligado a la Ley de Darcy que se refiere al flujo de fluidos a través de los suelos. El coeficiente de permeabilidad, generalmente representado por la letra k, es extremadamente variable, según el tipo de suelo.
El coeficiente de permeabilidad es función, entre otras cosas de la viscosidad del agua, que es función a su vez de la temperatura (normalmente se establece la permeabilidad para 20 0C); del tamaño y continuidad de los poros; y, de la presencia de grietas y discontinuidades.
Clasificación de los suelos según su coeficiente de permeabilidad
| Grado de permeabilidad    | Valor de k (cm/s) |
| Elevada                   | Superior a 10 -1  |
| Media                     | 10 -1 a 10 -3     |
| Baja                      | 10 -3 a 10 -5     |
| Muy baja                  | 10 -5 a 10 -7     |
| Prácticamente impermeable | Menor de 10 -7    |

En la tabla siguiente se dan algunos valores orientativos.
| Tipo de formación o suelo                   | Valor de k (cm/s)  |
| Depósitos fluviales                         | -                  |
| Ródano, en Genissiat                        | Hasta 0.40         |
| Pequeños ríos de los Alpes orientales       | 0.02 - 0.16        |
| río Misuri                                  | 0.02 - 0.20        |
| río Misisipi                                | 0.02 - 0.12        |
| Depósitos glaciares                         | -                  |
| Llanura de aluvión                          | 0.05 - 2.00        |
| Esker, Westfield, Mass.                     | 0.01 - 0.13        |
| Delta, Chicopee, Mass.                      | 0.0001 - 0.015     |
| Till morrénico                              | Menor de 0.0001    |
| Depósitos eólicos                           | -                  |
| Arena de médano                             | 0.1 - 0.3          |
| Loes                                        | (+ o -) 0.001      |
| Tierra loésicas                             | (+ o -) 0.0001     |
| Depósitos lacustres y marinos (no costeros) | -                  |
| Arena muy fina uniforme (Ua = 5 - 2)        | 0.0001 - 0.0064    |
| "Hígado de Toro"                            | 0.0001 - 0.0050    |
| "Hígado de Toro"                            | 0.00001 - 0.0001   |
| Arcilla                                     | Menor de 0.0000001 |

## Determinación de la permeabilidad
La determinación de la permeabilidad, en laboratorio, se hace a través de permeámetros.
La determinación de esta característica del acuífero se puede evaluar también en el campo, para esto existen varios métodos, entre ellos: los ensayos de permeabilidad.